# 鈴吹太郎
鈴吹太郎（すずふき たろう）は主にテーブルトークRPG（TRPG）を手がける日本のゲームデザイナー、ライター。
ゲームデザイナー業以外にも、TRPGを主に製作する会社「ファーイースト・アミューズメント・リサーチ」（F.E.A.R.）および出版社「ゲーム・フィールド」を創設し、その社長も務める。そのためリプレイでは「社長」の通称で呼ばれることが多い。
中島純一郎とも。

## 経歴
元々は医者を志しており慶應義塾大学医学部に入学。在学中に、『ダンジョンズ&ドラゴンズ』の翻訳（新和版）などを通じて当時ブームになりつつあったテーブルトークRPGを知り、とあるゲームサークル（後の怪兵隊）の門戸を叩く。実際にTRPGを始めたのは23歳の時で、本人は「けっこう遅かった」という認識でいる。このサークルが相当にヘビーゲーマーの集まりだったらしく、短期間でテーブルトークRPGのノウハウを叩き込まれる。
その後、緑内障を発症し医者の道を断念。学習塾経営者兼講師を営みながらゲームライターの仕事をこなすという異色の経歴を歩む。
ゲーム業界での仕事が増え、『イースTRPG』などゲームデザインの仕事も手がけるようになっていくうちに、自分の会社を持ちたいと考えるようになる。そして1993年に経営していた学習塾を畳み、TRPG製作会社であるF.E.A.R.を設立。当時活躍していたフリーのTRPGライターの多くがここに所属することになった。
1997年にはF.E.A.R.の系列出版社としてゲーム・フィールドを設立。1990年代後半の「テーブルトークRPG冬の時代」を乗り越え、現在でも多数のTRPGの出版を続けている。

## 作風
ゲームデザイナーとしての代表作は『トーキョーN◎VA』、『ブレイド・オブ・アルカナ』など。キャラクターの生き様（スタイル）の表現にこだわり、根強いファン層を持つ作品が多い。そのゲームデザイン思想についても、まとまった形の論考を示している。例えば、変形ダイスやチット、アーマークラスといった「直感的」に分かりやすいゲーム表現と、プレイヤーがある種の発見をし続けられる要素であるところの“気付き”の概念（「想到性」と鈴吹は表現する。具体的には「コンボ」要素など）の両輪の重要性を説いたり、プレイヤーに対してゲーム中与えたストレスを一定の段階で吐き出させることで快楽を与える（カタルシス）というストレス＆カタルシスのゲーム構造の分析は巧みであり、F.E.A.R.のゲームにもその影響は色濃く反映されている。

## 人物
- 「鈴吹太郎」というペンネームは、『RPGマガジン』に1991年から連載されていたTRPG『ペンドラゴン』（日本語未訳）のリプレイに登場していたサクソン人の女戦士ブロウベルを演じていたことにちなむ（ブロウ＝blow＝吹く、ベル＝bell＝鈴）。よく「すずぶき」と読まれることもあるが、「すずふき」が正しい読みである。
- 学習塾講師であった経歴を活かして、2000年頃からゲームクリエイター養成学校「デジタルエンタテインメントアカデミー」（DEA。2009年3月閉校）で教鞭をとるなど、後進のゲームクリエイター育成にも携わっている。DEAでの教え子には小浜智、谷村直人[4]、齋藤幸一[5]などがいる。また『アルシャードガイアRPG』リプレイ『明日（みらい）へのプロファイル』の登場人物・西園寺恵を演じた桜木舞もDEAの鈴吹の講座で学んだ学生である。
  - すがのたすくが『モノトーンミュージアムRPG』製作に着手した際にも、ルール初稿を用いたDEAの学生によるテストプレイに立ち会い、ゲームデザインの基本点（「何をするゲームなのか」「プレイヤーキャラクター（PC）はどんな存在なのか」「どうすれば『勝ち』になるのか」）について、すがのにアドバイスしている[6]。
- 幾つかの豪快なエピソードを残している。『セブン＝フォートレスRPG』リプレイ「リーンの闇砦」で、PCでありながら卓のノリに任せてラスボスの座を得てしまったファラウスの逸話が代表的だが、他にも「仕事とプライベートを合わせて1ヶ月に8～15回もセッションした」[7][8]「リプレイ読者の期待に応えるべくGMにシーンのカットを指示。その影響でシナリオが大幅に狂った」[9]などがある。
- 私生活では4児の父である。このことから、『BEAST BIND NEW TESTAMENT 新約・魔獣の絆』リプレイ「別れの日は過ぎて」では、ゲームマスター（GM）の田中天の「親子の絆がテーマなので、実際に親である人にお願いしたい」との意向で主人公を務めている。また、『アルシャードセイヴァーRPG』リプレイ「ブレイヴ・ニュー・ワールド」ではGMの田中天の「TRPGの経験があるが、アルシャードの経験がないプレイヤーに心当たりはないか」という相談に実娘を紹介し、親子でリプレイ参加となった。
- 声優の勝生真沙子の20年来のファンであり[10]、『アリアンロッド・サガ ファンブック Heartbreak Memory』収録のCDドラマ「追憶のフラグメント」のキャスティングでは、ボスである“復讐者”のアザゼル役に勝生を指名している。また檜山修之とは『トーキョーN◎VA The Revolution』サプリメント『ナイフ・エッジ』収録のCDドラマ「ブレインハンター」以来の付き合い[11]だが、特に『ナイトウィザード The ANIMATION』での演技を「自分の中でナイトメアのイメージはアニメ版に差し変わっている」と断言するほど絶賛しており[12]、『アリアンロッド・サガ ファンブック Felloship of Stone』収録のCDドラマ「思い出フロントライン」でも、自身のPCであるナヴァール役に檜山を指名している[13]。
- F.E.A.R.およびゲーム・フィールドの社長業やテストプレイのチェックなどで多忙を極めるため、リプレイライターとしては寡作である[# 2]。ただし鈴吹がGMを務め、執筆を他者が担当したリプレイがいくつか存在する。田中信二のリプレイライターデビュー作である『トーキョーN◎VA』（ルール第一版）リプレイ「支配者の逃亡」はその一つ[15]。

## 作品リスト

### テーブルトークRPG
- イースTRPG（「鈴吹太郎と怪兵隊」名義）
- トーキョーN◎VA
- ブレイド・オブ・アルカナ
- 異界戦記カオスフレア（監修）

### リプレイ
- アリアンロッド・サガ・リプレイ・ブレイク
- アルシャード・リプレイ 悠久の地平
- アリアンロッド・サガ・リプレイ・イェーガー
- ナイトウィザード The 2nd Edition リプレイ アルティメットエネミー

### リプレイのプレイヤーとしての参加

#### ペンドラゴン
- 三つの槍の探索（ブロウベル）

#### セブン＝フォートレス
- リーンの闇砦（ファラウス）【ルール第一版】
- シェローティアの空砦（ファラウス〔クローン〕）【『セブン＝フォートレス メビウス』】

#### アルシャード（ルール第一版）
- オーディンの槍（リナ・ザウルクス）
- 古城の秘密（サプリメント『オン・ユア・マインド』収録：クリエ）

#### アルシャードff
- 砂漠の異教神（エリザ・ベス）

#### アルシャードガイアRPG
- 明日（みらい）へのプロファイル（クアドラ）
- 君といるセカイ（岩戸転）
- 虹の彼方から（東喜多）
- 襲来! コスモマケドニア!!（エリザ・ベス）
- 美少女女神と黄金の林檎（クアドラ）
- 爆誕! ゴッドウォリアーズ!!（エリザ・ベス）
- 本当のRPG（高見先生）
- 翼の折れた愛と青春（緑枝長兵衛）

#### アルシャードセイヴァーRPG
- 無印シリーズ（ナヴァグラハ）

#### ダブルクロス The 2nd Edition
- ダブルクロス・リプレイ・オリジン（大宙ヒカル）
- ダブルクロス・リプレイ・エクソダス（ガブリエル・ガルシア）

#### ダブルクロス The 3rd Edition
- ダブルクロス・リプレイ・ジェネシス（陸原瞳）
- ダブルクロス・リプレイ・カオスガーデン 楽園のイヴ（メイビィ）

#### アリアンロッドRPG
- アリアンロッド・サガ・リプレイ（ナヴァール）【ルール第一版と『アリアンロッドRPG 2E』をまたぐ】
- アリアンロッド・リプレイ・レジェンド（ドル・ジャマダル）【ルール第一版】
- アリアンロッド・サガ・リプレイ・デスマーチ（ギィ）【ルール第一版と『アリアンロッドRPG 2E』をまたぐ】
- アリアンロッド・サガ・リプレイ・エチュード（パル）【ルール第一版】
- アリアンロッド剣豪伝 明星連也降魔剣(シノブ）【ルール第一版】
- 時を駆けちゃったベネット（サプリメント『アリアンロッド・サガ・ファンブック Heartbreak Memory』収録：オスウィン・ゴーダ）【ルール第一版】
- アリアンロッド・サガ・リプレイ・イフ／メイビー（グレイ・ウォーデン）【ルール第一版と『アリアンロッドRPG 2E』をまたぐ】

#### ナイトウィザード（ルール第一版）
- 紅き月の巫女（ナイトメア）
- 幼年期の終わり～HUMAN　SYSTEM～（流鏑馬真魅）

#### ナイトウィザード The 2nd Edition
- モノクロームの境界（如月ジロー）
- 地球の長い午後（流鏑馬真魅）
- マリオネットの方程式（藤原竜作）

#### 異界戦記カオスフレア
- 断罪巨兵パイラーヴァ（ガルーダ）
- リオフレード魔法学院（守護怪獣リオブレードン/カシス）
- 世界の卵（メルキオール）

#### その他
- BEAST BIND NEW TESTAMENT 新約・魔獣の絆 別れの日は過ぎて（サプリメント『ビーストバインド エヴァンジェル』収録：天國護）
- 神曲奏界ポリフォニカRPGリプレイ（ネルグリット・クァス・ディストラペリ）
- ガンメタル・ブレイズリプレイ セイント・アンガー（“ラフレシア”レイジィ）
- デモンパラサイト異聞　源平鬼御霊～剣姫照魔伝～（陶高顕）
- スターレジェンド リプレイ そして蒼き星へ（サプリメント『ファントムプラネット』収録：アッシュ・ウィザード）
- サイキックハーツRPG（車小虎）
- メタリックガーディアンRPGリプレイ 起動、鋼の守護神！（ハロルド・ティラー）
- メタリックガーディアンRPG・インヴェイジョン 襲来、宇宙からの侵略者！（神田川大輔）

#### 文庫・書籍未収録
- アルシャードガイア リプレイ 紅き世界より来るもの（『ゲーマーズ・フィールド』別冊「ウェポンスミス」収録：安国寺アキラ）
- 天羅WAR リプレイ TRAIN KEPT A-ROLLIN'（『ゲーマーズ・フィールド』別冊「スタンダードRPGシステム」収録：ベアトリーチェお雪）
- スターレジェンド リプレイ 星に願いを（『ゲーマーズ・フィールド』別冊「MAGIC!MAGIC!」収録：キューブ）
- アリアンロッドRPG 2E リプレイ 三つの魔石（『ゲーマーズ・フィールド』別冊「たとえばこんなアリアンロッド」収録：アンドリュー・ヘイゲン）